# Miam (Einheit)
Das Miam war eine Masseneinheit (Gewichtsmaß) für Gold und Silber in Hinterindien.
- 1 Miam = 12 Sagas
- 16 Miam = 1 Boncal/Buncal= 832 Troygrän (engl.)